# 수리남의 코로나19 범유행
다음은 수리남의 코로나19 범유행 현황에 대한 설명이다.
코로나19 범유행은 2020년 3월 13일 수리남에서 처음으로 기록되었다. 그 사건은 지난주에 네덜란드에서 여행 온 사람이었다.

## 경과
2020년 3월 13일, 수리남의 애스윈 아딘 부사장은 네덜란드에서 양성반응을 보기 여러 날 전에 도착한 개인으로서, 국내 최초로 확인된 코로나바이러스 사례를 발표했다. 그 결과, 수리남은 국경과 모든 공항이 3월 14일 자정 폐쇄될 것이라고 발표했다.

## 같이 보기
- 가이아나의 코로나19 범유행
- 남아메리카의 코로나19 범유행